# Acanthopeltastes horvathi
Acanthopeltastes horvathi är en tvåvingeart som först beskrevs av Becker 1912.  Acanthopeltastes horvathi ingår i släktet Acanthopeltastes och familjen fritflugor. Inga underarter finns listade i Catalogue of Life.